# رزا پتر
رزا پتر (انگلیسی: Rózsa Péter; ۱۷ فوریهٔ ۱۹۰۵ – ۱۶ فوریهٔ ۱۹۷۷)ریاضی‌دان و منطق‌دان اهل مجارستان بود. او به عنوان «مادر بنیان‌گذار نظریهٔ رایانش‌پذیری» شناخته می‌شود.

## زندگی اولیه و تحصیلات
پتر در بوداپست، مجارستان، با نام رزا پولیتزر (مجارستانی: Politzer Rózsa) متولد شد. او به دانشگاه پازمانی پتر (که اکنون دانشگاه اوتووش لوراند) نام دارد، رفت و ابتدا در رشته شیمی تحصیل کرد، اما سپس به ریاضیات تغییر رشته داد. او در کلاس‌های لیپوت فجر و یوزف کؤرشاک شرکت کرد. در دوران دانشگاه، او با لاسلۆ کالمار آشنا شد که بعدها با هم همکاری کردند و کالمار او را تشویق کرد که به علاقه‌اش به ریاضیات ادامه دهد.
پس از فارغ‌التحصیلی در سال ۱۹۲۷، پتر نتوانست شغل تدریس دائمی پیدا کند، با وجود اینکه آزمون‌های لازم برای تدریس ریاضیات را گذرانده بود. به دلیل تأثیرات رکود بزرگ اقتصادی، بسیاری از فارغ‌التحصیلان دانشگاهی نتوانستند شغل پیدا کنند و پتر شروع به تدریس خصوصی کرد. در همین زمان او همچنین تحصیلات تکمیلی خود را آغاز کرد.

## حرفه و تحقیق
در ابتدا، پتر تحقیقات خود را در زمینه نظریه اعداد آغاز کرد. هنگامی که متوجه شد نتایج او قبلاً توسط کارهای رابرت کارمایکل و لئونارد یوجین دیکسون اثبات شده است، از ریاضیات کناره‌گیری کرد و به شعرپردازی پرداخت. با این حال، او توسط دوستش لاسلۆ کالمار متقاعد شد که به ریاضیات بازگردد و تحقیق در مورد کارهای کورت گودل در زمینه قضایای ناتمامیت گودل را آغاز کند. او اثبات‌های متفاوتی برای کار گودل آماده کرد.
پتر نتایج مقاله خود در زمینه نظریه بازگشتی را با عنوان Rekursive Funktionen در کنگره جهانی ریاضیدانان در زوریخ، سوئیس در سال ۱۹۳۲ ارائه داد. در تابستان ۱۹۳۳، او با پل برنایز در گوتینگن، آلمان، برای نگارش بخش طولانی دربارهٔ تابع μ-بازگشتی در کتاب Grundlagen der Mathematik که در سال ۱۹۳۴ تحت نام‌های داویت هیلبرت و برنایز منتشر شد، همکاری کرد. نتایج اصلی او در این کتاب خلاصه شده است و همچنین در چندین مقاله در مجله پیشرو ریاضیات، متمتیش آنالن منتشر شد، اولین مقاله در سال ۱۹۳۴. مقاله‌ها تحت نام «پولیتزر-پتر» منتشر شد، زیرا او همان سال نام خانوادگی یهودی‌اش، پولیتزر، را به پتر تغییر داد. برای تحقیقاتی که انجام داد، او در سال ۱۹۳۵ دکترای خود را با بالاترین افتخار دریافت کرد. در سال ۱۹۳۶، او مقاله‌ای با عنوان Über rekursive Funktionen der zweiten Stufe را به کنگره جهانی ریاضیدانان در اسلو ارائه داد. این مقالات به تأسیس زمینه مدرن نظریه توابع بازگشتی به عنوان یک حوزه جداگانه در تحقیق ریاضی کمک کرد.
در سال ۱۹۳۷، او به عنوان ویراستار مشارکتی مجله Journal of Symbolic Logic منصوب شد.
پس از تصویب قوانین یهودی در سال ۱۹۳۹ در مجارستان، پتر به دلیل اصل یهودی‌اش از تدریس منع شد و مدت کوتاهی در یک گتو در بوداپست زندانی شد. در طول جنگ جهانی دوم، او کتاب خود Playing with Infinity: Mathematical Explorations and Excursions را نوشت که اثری برای عموم مردم در زمینه‌های نظریه اعداد و منطق بود. این کتاب که ابتدا به زبان مجاری منتشر شد، به انگلیسی و حداقل دوازده زبان دیگر ترجمه شده است.
با پایان جنگ در سال ۱۹۴۵، پتر اولین شغل تدریس تمام‌وقت خود را در کالج تربیت معلمان بوداپست دریافت کرد. در سال ۱۹۵۲، او اولین زن مجاری بود که به عنوان دکترای ریاضیات آکادمیک منصوب شد. پس از تعطیلی کالج در سال ۱۹۵۵، او در دانشگاه اوتووش لوراند تدریس کرد تا بازنشسته شد در سال ۱۹۷۵. او استاد محبوبی بود که به نام «خالهٔ رزا» برای دانشجویانش شناخته می‌شد.
در سال ۱۹۵۱، او اثر کلیدی خود Rekursive Funktionen را منتشر کرد، که اولین کتاب در زمینه منطق مدرن از یک نویسنده زن بود و بعدها به انگلیسی ترجمه شد تحت عنوان Recursive Functions. او در طول زندگی خود همچنان مقالات مهمی در زمینه نظریه بازگشتی منتشر کرد. در سال ۱۹۵۹، او مقاله‌ای بزرگ با عنوان "Über die Verallgemeinerung der Theorie der rekursiven Funktionen für abstrakte Mengen geeigneter Struktur als Definitionsbereiche" به سمپوزیوم بین‌المللی در ورشو ارائه داد (که بعدها در دو قسمت در سال‌های ۱۹۶۱ و ۱۹۶۲ منتشر شد).
از اواسط دهه ۱۹۵۰، پتر نظریه توابع بازگشتی را به کامپیوترها نیز به کار برد. آخرین کتاب او که در سال ۱۹۷۶ منتشر شد، Rekursive Funktionen in der Komputer-Theorie (توابع بازگشتی در نظریه کامپیوتر) بود. این کتاب که ابتدا به زبان مجاری منتشر شد، دومین کتاب ریاضی مجاری بود که در اتحاد جماهیر شوروی منتشر شد زیرا موضوع آن برای نظریه محاسبات ضروری شناخته می‌شد. این کتاب در سال ۱۹۸۱ به انگلیسی ترجمه شد.

## افتخارات
پتر در سال ۱۹۵۱ جایزه کشوت را دریافت کرد. او در سال ۱۹۵۳ جایزه منو بکه را از جامعه ریاضی جانوش بولیای دریافت کرد، جایزه نقره‌ای دولتی را در سال ۱۹۷۰ و جایزه طلایی دولتی را در سال ۱۹۷۳ دریافت نمود. در سال ۱۹۷۳، او اولین زنی بود که به فرهنگستان علوم مجارستان انتخاب شد.